# Magnolia grandiflora
La magnolia sempreverde (Magnolia grandiflora L., 1753), chiamata anche semplicemente magnolia, è una pianta appartenente alla famiglia delle Magnoliacee, originaria del sud-est degli Stati Uniti d'America.

## Descrizione

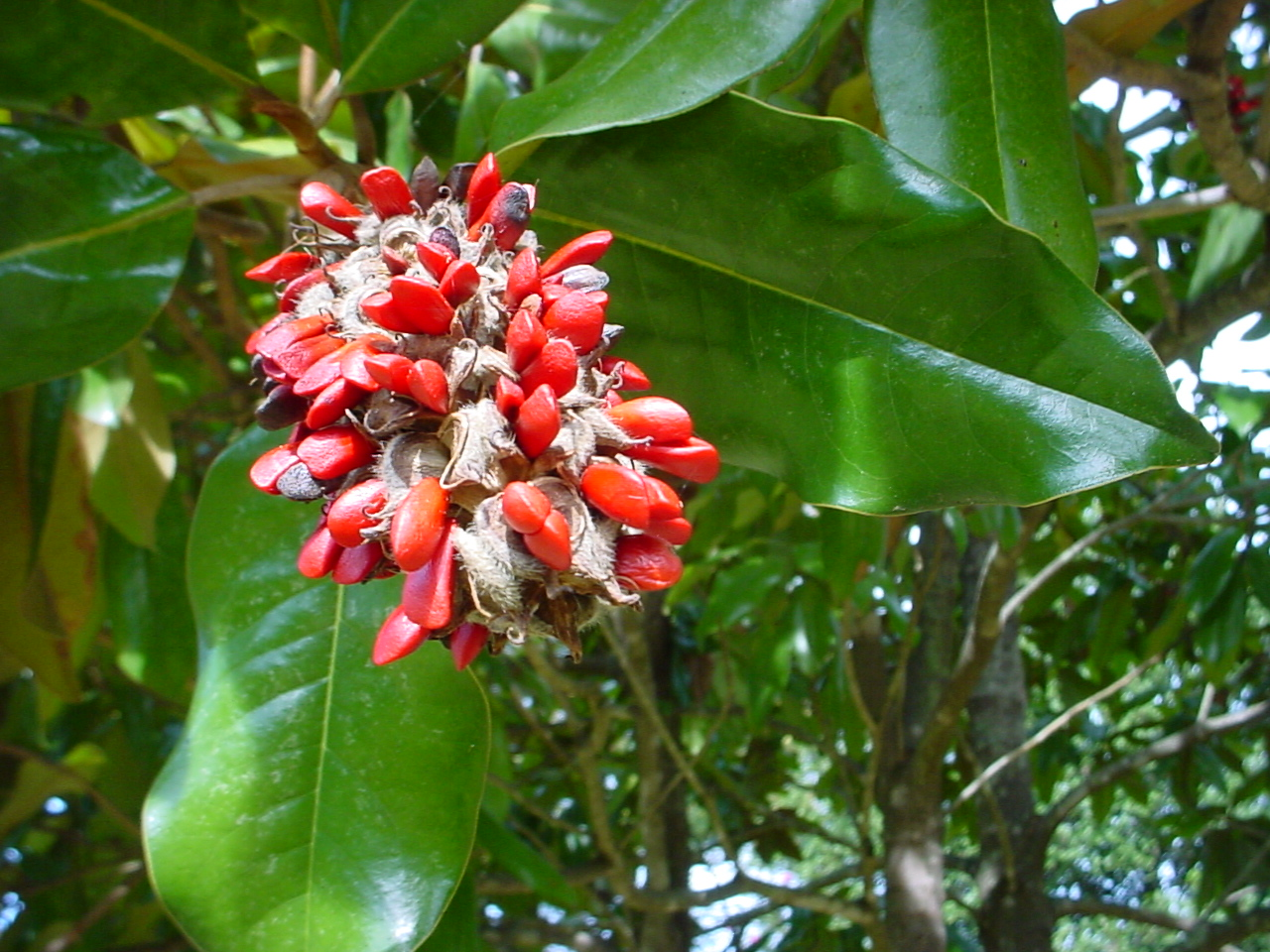
Semi di magnolia

La magnolia grandiflora è un albero, con crescita lenta, alta fino a 25-30 metri e molto longeva, potendo diventare plurisecolare, con chioma piramidale, fogliame fitto dalla base all'apice. È una pianta sempreverde e latifoglia.

### Corteccia
La corteccia è di colore marrone grigetto scuro, marroncino nei rami giovani; quando invecchia la corteccia si spacca in piccole lamine e ci potrebbe essere presenza di muschio.

### Foglie
Le foglie lunghe fino a 20–30 cm, lanceolate, di forma ellittica, sono rigide e coriacee, con la parte superiore lucida e di colore verde scuro, la parte inferiore color ruggine e leggermente pelosa.
Le foglie hanno una durata di circa 2 anni, dopodiché cadono e si rinnovano.

### Fiori
Magnolia grandiflora possiede fiori solitari ed ermafroditi con grandi petali bianchi e molto profumati. L'impollinazione è entomogama e la fioritura avviene in maggio. Questi fiori sono commestibili.

### Frutti
Le infruttescenze peduncolate coniche-ovoidali inizialmente sono verdi e chiuse, poi a maturità diventano brunastre e si divaricano evidenziando gli acheni. Il frutto è un achenio e cresce in grappoli ovoidali lunghi 8–12 cm. Il seme è di colore rosso intenso e fuoriesce dall'achenio a maturazione.

## Distribuzione e habitat
La specie è nativa degli Stati Uniti d'America sud-orientali (Alabama, Arkansas, Florida, Georgia, Louisiana, Mississippi, Carolina del nord, Carolina del sud, Texas).

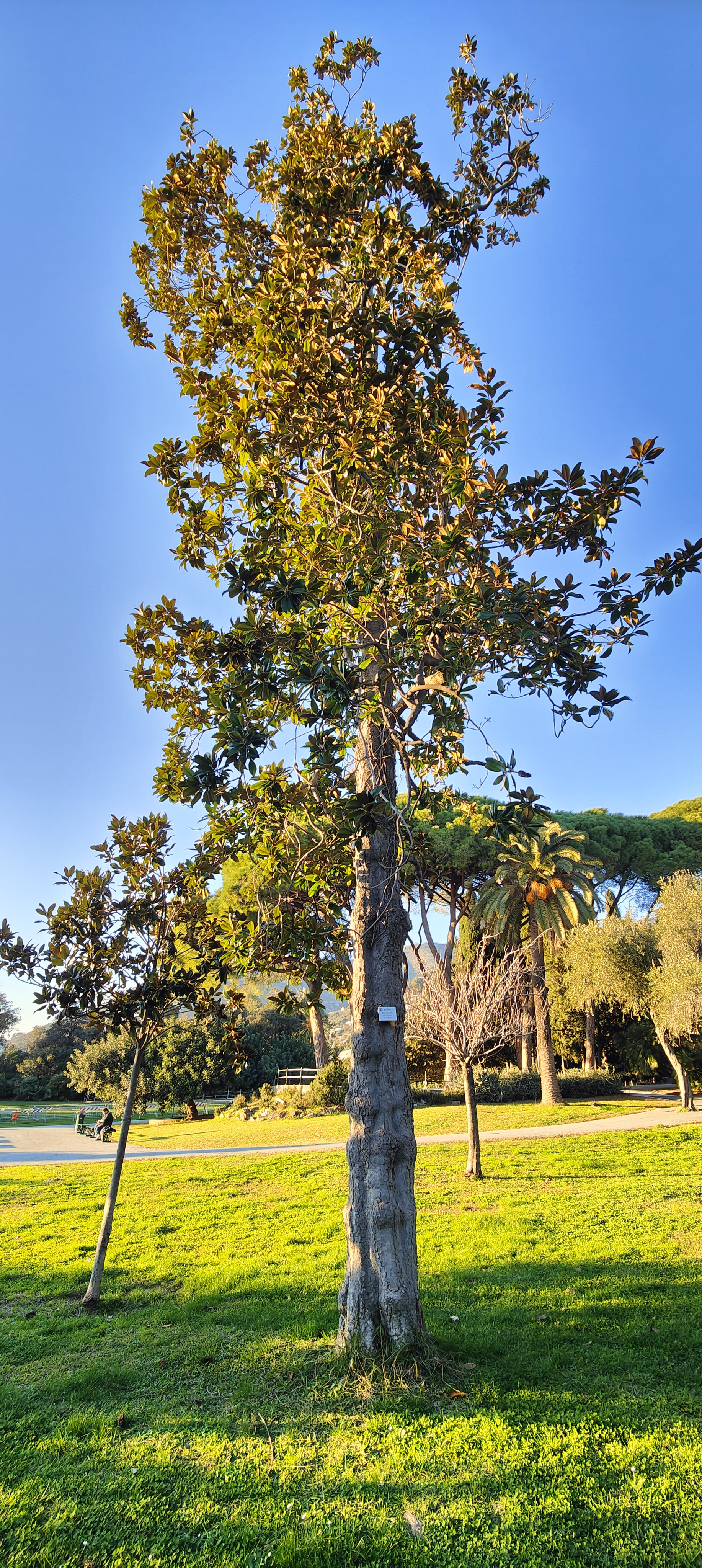
Una Magnolia grandiflora a Genova Nervi

In Europa questa pianta è molto comune in giardini e parchi.

## Usi
È usata principalmente come pianta ornamentale.
Il legno, compatto e duro, è talvolta usato in falegnameria per la sua facilità di lavorazione e per la durata nel tempo.

### Cucina
La sua corteccia ha proprietà toniche e febbrifughe. I grandi fiori bianchi hanno i petali commestibili, possono essere fritti o impanati.

## Coltivazione
Prediligono posizione a mezzo-sole, clima estivo umido e piovoso, terreno acido permeabile e fresco.
Le zone alluvionali delle regioni prealpine italiane, costituiscono l'habitat ideale per lo sviluppo di queste piante.

### Moltiplicazione
La moltiplicazione avviene per talea, margotta, propaggine, innesto o con la semina.

### Ambiente
Richiede un ambiente soleggiato e clima mite. È resistente all'inquinamento e a brevi gelate, ma può benissimo vivere in un ambiente caldo e afoso.

### Tipo di terreno
Profondo, acido e ben drenato. Possibilmente da impiantare lontano dalle abitazioni, per le radici invadenti che nel tempo possono creare danni.